# Хорхе Валдерама
Хорхе Луис Валдерама (12. децембар 1906 — децембар 1964) био је боливијски фудбалер, који је играо на позицији везног играча.

## Каријера
Током каријере уписао је два наступа за репрезентацију Боливије, на Светском првенству 1930. године. Целу каријеру је провео у Оруро Ројалу.